# Tömotu Neo
Tömotu Neo is een eiland in de Salomonseilanden. Het hoogste punt is 200 tot 400 m. 
De enige zoogdieren die er voorkomen zijn de geïntroduceerde zwarte rat (Rattus rattus) en de inheemse vleermuizen Pteropus nitendiensis en Tongavleerhond (Pteropus tonganus).